# 1590
| 1590               |
| ------------------ |
| Dødsfald - Fødsler |
|                    |

| Gregoriansk kalender | 1590 MDXC               |
| Ab urbe condita      | 2343                    |
| Armensk kalender     | 1039 ԹՎ ՌԼԹ             |
| Kinesiske kalender   | 4286 – 4287 己丑 – 庚寅 |
| Etiopisk kalender    | 1582 – 1583             |
| Jødisk kalender      | 5350 – 5351             |
| Hindukalendere       |                         |
| - Vikram Samvat      | 1645 – 1646             |
| - Shaka Samvat       | 1512 – 1513             |
| - Kali Yuga          | 4691 – 4692             |
| Iransk kalender      | 968 – 969               |
| Islamisk kalender    | 998 – 999               |

Konge i Danmark: Christian 4. 1588 – 1648
Se også 1590 (tal)

## Begivenheder
- 20. marts – Jakob 6. af Skotland og 1. af England besøger Tycho Brahe på Hven
- 17. maj - Prinsesse Anne af Danmark bliver kronet som dronning af Skotland
- Glaslinser udvikles i Holland og bruges for første gang i mikroskoper og teleskoper